# Alfons Thijs
Alfons Thijs (Borgerhout 22 maart 1944 – Antwerpen 14 januari 2014) was van 1971 tot 2004 als sociaaleconomisch historicus verbonden aan de Universiteit Antwerpen. Aanvankelijk was hij vooral geïnteresseerd in bedrijfsgeschiedenis. In zijn latere loopbaan verschoof het zwaartepunt van zijn onderzoek naar volkskunde en cultuurgeschiedenis, waarbij hij speciale aandacht had voor het dagelijks leven van de gewone man.

## Levensloop
Thijs behaalde in 1963 zijn kandidaatsdiploma Geschiedenis aan de UFSIA en zette zijn opleiding voort aan de Universiteit van Gent. Daar schreef hij in 1965 bij professor Wilfrid Brulez zijn licentiaatsverhandeling. Het jaar daarna begon hij zijn academische carrière, eerst als stagiaire, vervolgens als wetenschappelijk medewerker bij het Interuniversitair Centrum voor Hedendaagdse Geschiedenis en FWO-aspirant. In 1971 werd hij aangesteld aan de UFSIA als medewerker van het Centrum voor Bedrijfsgeschiedenis. Zijn doctoraat over de Antwerpse textielindustrie van de vijftiende tot de negentiende eeuw voltooide hij in 1978. Het Gemeentekrediet van België bekroonde dit werk in 1981 met de 'Geschiedenisprijs' en publiceerde het boek in 1987. Van 1982 tot 1991 was hij directeur van het Centrum voor Bedrijfsgeschiedenis en legde hij zich toe op het behoud van Antwerpse bedrijfsarchieven. Reeds in 1979 legde hij de link tussen industriële archeologie en volkskunde en sindsdien verschoof de focus in zijn onderzoek meer naar de sociaal-culturele geschiedenis en de volkskunde, met name ten tijde van de Contrareformatie. Daarnaast had hij speciale interesse voor de geschiedenis van het boek en de uitgeverswereld. Dit resulteerde in 1993 in een belangrijke publicatie over Antwerpen als internationaal uitgeverscentrum van devotieprenten. Uiteindelijk zou zijn onderzoek leiden tot een zeer omvangrijk oeuvre.

## Verzameling

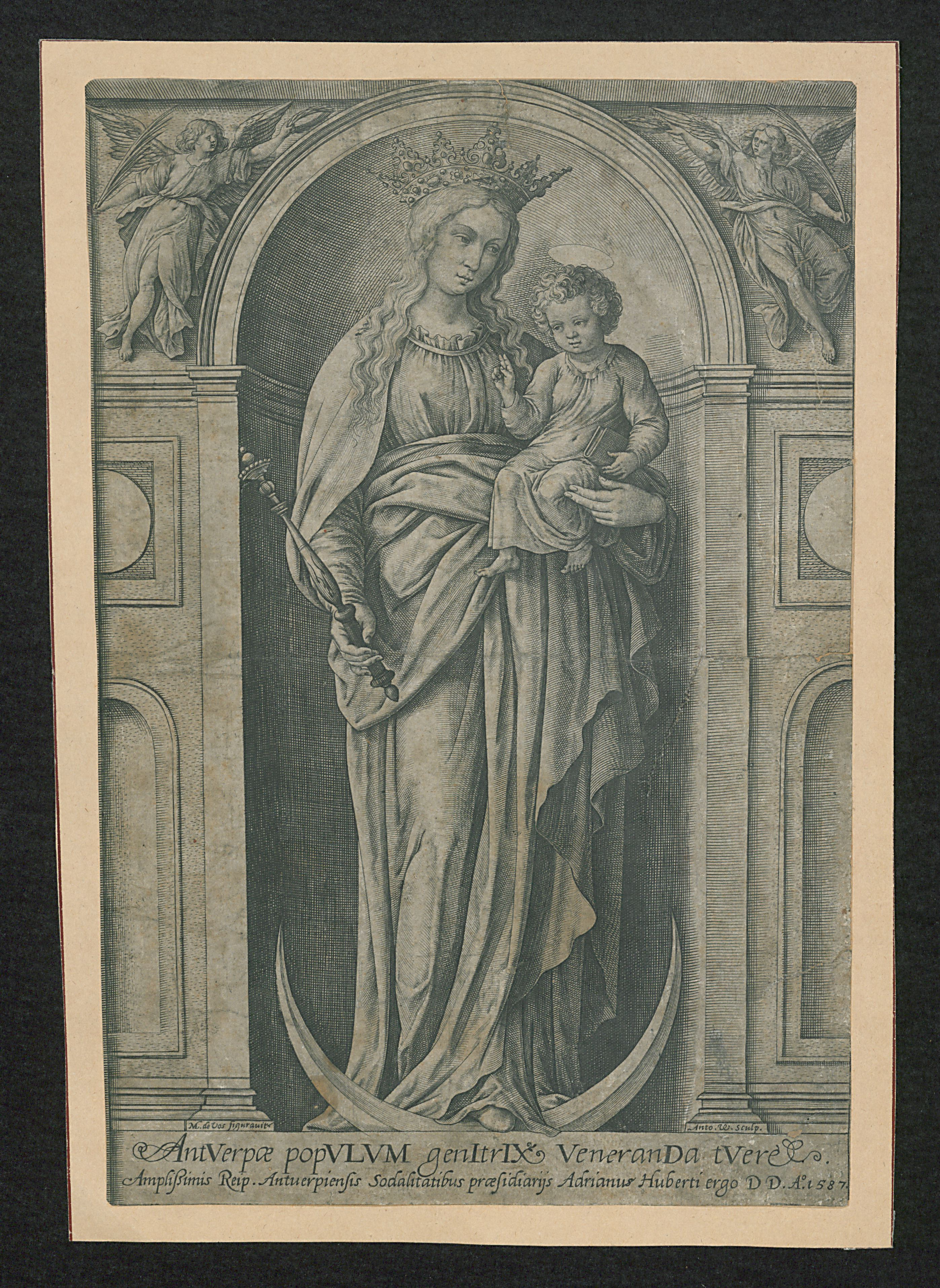
Onze-Lieve-Vrouwbeeld van het Stadhuis te Antwerpen

Thijs was een verwoede verzamelaar. Hij legde een verzameling boekjes en prenten aan in functie van zijn onderzoek, wat resulteerde in omvangrijke collecties bedrijfspublicaties, populaire religieuze grafiek en devotionalia, vaak efemeer materiaal. In 2014, kort voor zijn overlijden, heeft hij een selectie uit zijn collectie devotieprenten aangeboden aan de Universiteitsbibliotheek van de Universiteit Antwerpen. Deze Collectie Thijs bestaat uit prenten die betrekking hebben op plaatsgebonden devoties.

## Publicaties
Een overzicht van zijn publicaties tussen 1991 en 2011 is te vinden op de website van de Universiteit Antwerpen.
Hier worden de belangrijkste publicaties van Alfons Thijs weergegeven:
- De zijdenijverheid te Antwerpen in de 17de eeuw (Brussel: Pro Civitate, 1969). Historische uitgaven, reeks in -8°, nr. 23.
- Van 'werkwinkel' tot 'fabriek': de textielnijverheid te Antwerpen (einde 15de-begin 19de eeuw). (Brussel: Gemeentekrediet, 1987), Historische uitgaven, reeks in-8°, nr. 69.
- Van Geuzenstad tot katholiek bolwerk. Maatschappelijke betekenis van de Kerk in contrareformatorisch Antwerpen (Turnhout: Brepols, 1990).
- Antwerpen, internationaal uitgeverscentrum van devotieprenten, 17de-18de eeuw (Leuven: Peeters, 1993).